# 针苞菊属
针苞菊属（学名：Tricholepis）是菊科下的一个属，为一年生草本植物。该属共有约15种，分布于中亚、喜马拉雅和缅甸。